# 張天植
張天植（?—?），字次先，號蘧林，浙江秀水（今浙江嘉興）人。
順治六年（1649年）進士第三名（探花），為翰林院編修。依附寧完我，官至禮部右侍郎。順天丁酉科場案時，被判斬刑。張天植不服，自陳說：“孤踪殊遇，臣男已蒙蔭，富貴自有，不必中式。況又能文，可以面試。”改流徙尚陽堡。